# Slammy Award 1987
De Slammy Award 1987, waarbij prijzen werden uitgereikt in verschillende categorieën voor de beste professionele worstelaars van World Wrestling Federation, vond plaats op 17 december 1987 in het Caesars Atlantic City in Atlantic City (New Jersey).

## Prijzen
| Award                                      | Gepresenteerd door               | Resultaten |
| ------------------------------------------ | -------------------------------- | --- |
| Best Performance by an Animal              | Gene Okerlund                    | - George Steele - Frankie - Damian - Matilda                                                                          |
| Woman of the Year                          | The Honky Tonk Man en Jimmy Hart | - Miss Elizabeth - Sherri Martel - The Fabulous Moolah - Dolly Parton - Yoko Ono                                      |
| Best Ring Apparel                          | Jim Duggan                       | - Harley Race - Demolition - Randy Savage - The Honky Tonk Man - Davey Boy Smith and Dynamite Kid                     |
| Jesse "The Body" Award                     |                                  | - Rick Rude - Butch Reed - Ultimate Warrior - Hercules - Sherri Martel                                                |
| Greatest Hit                               | Jesse Ventura en Gene Okerlund   | - Jim Duggan - André the Giant - The Honky Tonk Man - Bam Bam Bigelow - Rick Martel and Tito Santana                  |
| Manager of the Year                        | Gorilla Monsoon                  | - Bobby Heenan - Mr. Fuji - Jimmy Hart - Slick                                                                        |
| Best Personal Hygiene                      | Jesse Ventura en Gene Okerlund   | - Nikolai Volkoff, Boris Zhukov en Slick - King Kong Bundy - Sika - Hillbilly Jim - George Steele                     |
| Best Vocal Performance                     | Randy Savage en Miss Elizabeth   | - Jim Duggan - Junkyard Dog - One Man Gang - Jimmy Hart - George Steele                                               |
| Song of the Year1                          | Jesse Ventura en Gene Okerlund   | - Vince McMahon (performed "Stand Back") - Koko B. Ware - The Honky Tonk Man - Jimmy Hart (performed "Girls in Cars") |
| Best Group                                 |                                  | - One Man Gang |
| Humanitarian of the Year                   |                                  | - Ted DiBiase |
| Best Head                                  |                                  | - Gene Okerlund en Bam Bam Bigelow                                                                                    |
| Bobby "The Brain" Heenan Scholarship Award |                                  | - Haku & Tama, André the Giant, Hercules, King Kong Bundy en Harley Race                                              |

1Er was geen winnaar want de enveloppe werd opgegeten door Sika.